# Торувьель
Торувьель (пол. Toruviel) — персонаж литературного цикла «Ведьмак» польского писателя Анджея Сапковского, эльфийка из отряда скоя’таэлей. Появляется в обеих экранизациях.

## История персонажа
В книгах Анджея Сапковского Торувьель — один из сквозных второстепенных персонажей. Это высокая темноволосая эльфийка из числа вольных эльфов Синих Гор. Когда начались войны с Нильфгаардом, она примкнула к скоя’таэлям. Изначально Торувьель крайне неприязненно относилась к людям, но постепенно её чувства изменились.
В первой игре серии «Ведьмак» Торувьель входит в отряд Белок под руководством Яевинна. В зависимости от действий игрока она может быть убита рыцарями Пылающей Розы.
В польском телесериале «Ведьмак» Торувьель сыграла Агнешка Дыгант. В американо-польском сериале с тем же названием, первый сезон которого вышел на экраны в декабре 2019 года, Торувьель сыграла Наталья Кулзач. Этот персонаж появляется во второй серии, «Четыре марки», частично основанной на рассказе Сапковского «Край света» из сборника «Последнее желание». Критики отмечают, что изначальный сюжет оказался скомканным, что помешало раскрытию персонажей. По словам одного из рецензентов, эльфы в «Ведьмаке» изображены как «гонимые и озлобленные создания, которых люди притесняют и держат в гетто — а те в ответ уходят партизанить». Встречаются оценки Торувьель и остальных эльфов как отрицательных героев; их даже сравнивают с эсэсовцами и террористами.